# 水戶蜀葵
水戶蜀葵（拉丁字：Mito HollyHock）是日本一支職業足球球隊，目前在日本職業足球聯賽乙級（J2）比賽。

## 概要
水戶蜀葵足球俱樂部於1994年以FC水戶的名義創立，並自2000年起加入J聯盟。
俱樂部名稱「蜀葵 (HollyHock)」源自英語中代表「葵（蜀葵）」的詞語，靈感來自水戶藩（水戶德川家）的家紋——葵紋。俱樂部的主場為Ks電器水戶體育場（簡稱Ks體育場）。俱樂部的徽章設計以水戶德川家的家紋「三葉葵」為中心，外圍由象徵「水戶黃門」——第二代水戶藩主德川光圀的字「子龍」所化的龍環繞，形成圓形徽章。2014年，俱樂部的後援會「葵龍會」迎來水戶德川家第15代當主德川齊正擔任會長。
官方吉祥物為以龍為原型設計的「霍利君 (ホーリーくん)」。該吉祥物的設計與名稱於2002年經公開徵集後確定，其背號為310（諧音「水戶」）。

## 主場城市
創立初期，水戶蜀葵的主場城市僅限於水戶市。然而自2017年11月起，俱樂部新增了位於水戶市周邊（縣央地區）的常陸那珂市、笠間市、那珂市、小美玉市4市以及東茨城郡與那珂郡的4個町村（茨城町、城里町、大洗町、東海村）。2022年9月，俱樂部再次擴大主場城市範圍，新增縣北地區的日立市、高萩市、北茨城市、常陸大宮市、常陸太田市以及久慈郡大子町5市1町。

## 著名前球员
- 塞爾吉奧·路易斯·多尼采蒂
- Francisco Fernández（英语：Francisco Fernández (Chilean footballer)）
- 阮公凤

## 備注
1. ↑  德川家的家紋「三葉葵」實際上使用的是馬兜鈴科的植物雙葉葵，而非葵科的蜀葵 (HollyHock)。
2. ↑  初代吉祥物服裝上的背號為12，該服裝使用至2008年。此外，2010年曾因俱樂部社長沼田邦郎的名字而採用背號920（諧音「邦郎」）。然而，在吉祥物的插圖中並未繪製背號。

## 外部連結
- 官方网站  
- 水戶蜀葵的Facebook專頁
- 水戶蜀葵的X（前Twitter）
- 水戶蜀葵的Instagram帳戶
- 水戶蜀葵的TikTok
- YouTube上的水戶蜀葵頻道
- 水戶蜀葵 (hometown_pr) - note